# Gens Flaminia
Die gens Flaminia (Gentilname Flaminius, Plural Flaminii, deutsch auch Flaminier) war eine plebejische römische Familie (gens), die aus den letzten drei Jahrhunderten der römischen Republik bekannt ist
Bekanntester Namensträger war Gaius Flaminius, Konsul 223 und 217 v. Chr., der in der Schlacht am Trasimenischen See gegen Hannibal fiel.
Bekannte Namensträger sind u. a.:
- Gaius Flaminius, Volkstribun und Konsul 223 v. Chr. und 227 v. Chr., Kämpfer für die Rechte der Plebejer innerhalb der Nobilität
- Gaius Flaminius (Konsul 187 v. Chr.), dessen Sohn, Konsul im Jahr 187 v. Chr.
- Gaius Flaminius, kurulischer Ädil 67 v. Chr.
- Lucius Flaminius Cilo, Münzmeister um 106 v. Chr.
- Lucius Flaminius Chilo, Münzmeister um 42 v. Chr.
- Flaminius Flamma, Schuldner Marcus Tullius Ciceros 45 und 44 v. Chr.